# Алту-Алентежу
А́лту-Аленте́жу (порт. Alto Alentejo) — историческая провинция Португалии, центр — город Эвора. На 1960 год площадь составляла 13,3 тысяч км², население — 408 тысяч человек. Регион знаменит своим виноделием.

## Муниципалитеты
- Аландроал
- Алтер-ду-Шан
- Аррайолуш
- Арроншеш
- Авиш
- Борба
- Кампу-Майор
- Каштелу-де-Виде
- Крату
- Элваш
- Эштремош
- Эвора
- Фронтейра
- Гавиан
- Марван
- Монфорте
- Монтемор-у-Нову
- Мора
- Моран
- Низа
- Оливенса (только de jure)
- Порталегре
- Портел
- Редонду
- Регенгуш-де-Монсараш
- Созел
- Виана-ду-Алентежу
- Вила-Висоза